# Jens Clausager
Jens Clausager (født 22. marts 1866 på Kjærgård i Sædding, død 27. januar 1933 på Sinding Mølle) var en dansk gårdejer, kreditforeningsdirektør og politiker, bror til Hans Clausager.
Han var søn af Anders Jensen Clausager og hustru. Fra 1897 ejede han en gård i Sinding Sogn, var formand for Sinding Sogneråd 1902-09 og 1913-24. Fra 1921 var han medlem af bestyrelsen for Hammerum Herreds Sparekasse, blev i 1905 repræsentant i Den vest- og sønderjydske Kreditforening og var fra 1926 til sin død direktør for samme.
1918-24 var han formand for Herningkredsens Venstrevælgerforening og repræsenterede kredsen i to år i Folketinget 1924-26.
Clausager var desuden formand for Hammerum Herreds Sognerådsforening 1904-12, for Vildbjerg og Omegns Landboforening 1901-21, for Vildbjerg og Omegns Hesteavlsforening 1904-27, for Sinding Andelsmejeri 1912-21, for Statshingstekommissionen for Ringkjøbing Amt fra 1924.
Han blev gift 22. oktober 1902 med Antonia Jensen Venø (18. december 1871-), datter af P. Jensen Venø (død 1877) og hustru Ane født Jensen (død 1927).